# Delia (namn)

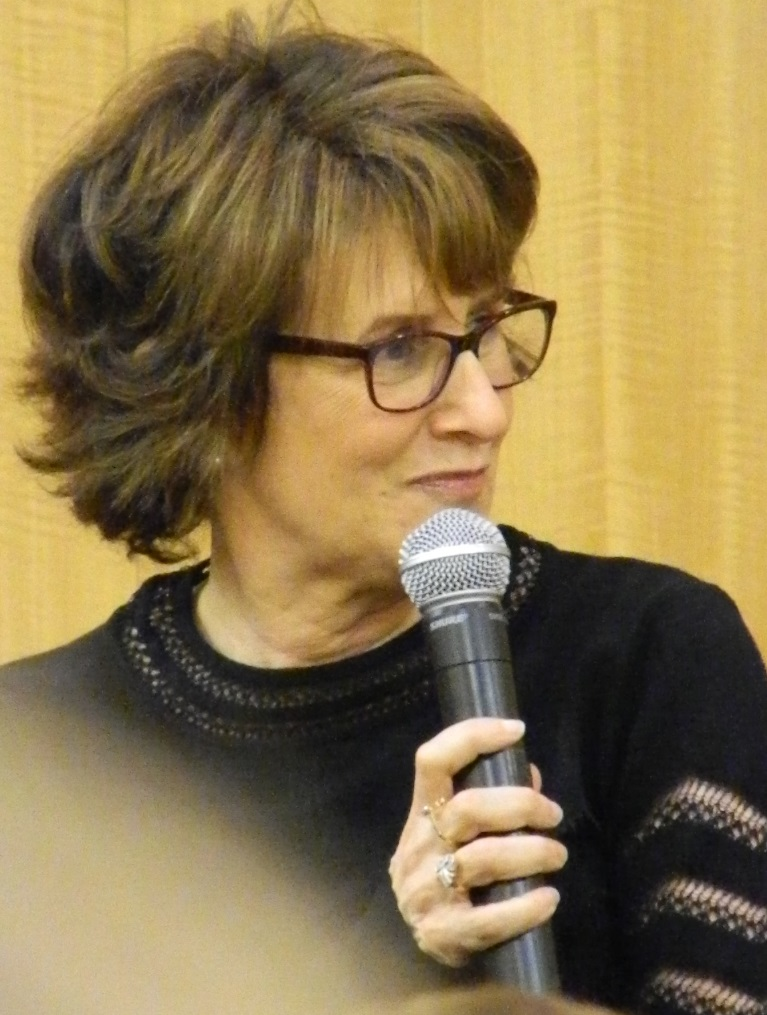
Delia Ephron, 2013.

Delia är ett grekiskt kvinnonamn som betyder kvinna från Delos.
Den 31 december 2014 fanns det totalt 236 kvinnor folkbokförda i Sverige med namnet Delia, varav 150 bar det som tilltalsnamn.
Namnsdag: saknas

## Personer med namnet Delia
- Delia Bacon, amerikansk författare
- Delia Ephron, amerikansk filmregissör och manusförfattare